# Ilene Woods
Ilene Woods, właśc. Jacqueline Ruth Woods (ur. 5 maja 1929 w Portsmouth w stanie New Hampshire, zm. 1 lipca 2010 w dzielnicy Canoga Park w San Fernando Valley w hrabstwie Los Angeles) – amerykańska piosenkarka, aktorka i malarka.

## Kariera
W 1944 została wokalistką w audycji radiowej NBC Blue Network The Philco Hall of Fame, następnie została gospodynią własnego programu muzycznego The Ilene Woods Show.
W 1948 na prośbę znajomych nagrała partie wokalne do piosenek „A Dream Is a Wish Your Heart Makes”, „Bibbidi-Bobbidi-Boo” i „So This Is Love”, które miały znaleźć się na ścieżce dźwiękowej do filmu animowanego Kopciuszek, produkowanego przez The Walt Disney Company. Następnie przyjęła ofertę Walta Disneya do użyczenia głosu tytułowej bohaterce filmu, który został wydany w 1950. Jak przyznawała w wywiadach, nie wiedziała o tym, że odbywają się przesłuchania do roli Kopciuszka. W międzyczasie, na potrzeby promocji filmu, użyczyła głosu Królewnie Śnieżce w książce mówionej Królewna Śnieżka i siedmiu krasnoludków z 1949.
Po zrealizowaniu nagrań do Kopciuszka występowała w programach The Steve Allen Show, The Gary Moore Show i Arthur Godfrey and His Friends. W 1957 wydała debiutancki album studyjny pt. It’s Late.
W 1972 zakończyła karierę medialną, a w 1985 rozpoczęła działalność artystyczną jako malarka portretów.
W 2003 została uhonorowana tytułem Legendy Disneya.

## Życie prywatne
Dwukrotnie zamężna. Z pierwszego małżeństwa ze Stephenem Steckiem Jr. miała córkę, Stephanie. W 1963 poślubiła Eda Shaughnessy’ego, wieloletniego perkusistę w programie The Tonight Show Starring Johnny Carson. Mieli dwóch synów, Daniela i Jamesa.
Cierpiała na chorobę Alzheimera.